# سادونگ-گویوک
سادونگ-گویوک (انگلیسی: Sadong-guyok) بخشی در کشور کره شمالی است که در پیونگ‌یانگ واقع شده است.